# .lk
.lk — в Інтернеті, національний домен верхнього рівня (ccTLD) для Шрі-Ланки.

## Домени 2-го та 3-го рівнів
В цьому національному домені нараховується близько 1,380,000 вебсторінок (станом на січень 2007 року).
У наш час використовуються та приймають реєстрації доменів 3-го рівня такі доменні суфікси (відповідно, існують такі домени 2-го рівня):
| Суфікс   | Регламентовані користувачі                                            |
| .ac.lk   | Наукові та дослідницькі установи, коледжі, університети або інститути |
| .com.lk  | Комерційні установи, корпорації                                       |
| .edu.lk  | Наукові та дослідницькі установи, коледжі, університети або інститути |
| .gov.lk  | Державні та урядові установи                                          |
| .info.lk | Вебмайданчики інформаційного змісту                                   |
| .org.lk  | Неприбуткові, неурядові організації                                   |
| .sch.lk  | Публічні та приватні школи                                            |

## Інтернаціональні домени
.இலஙகை (Punycode: .xn--xkc2al3hye2a) — для тамільської мови зареєстрований 19 серпня 2010
.ලංකා — для сингальської мови